# Oeuvre

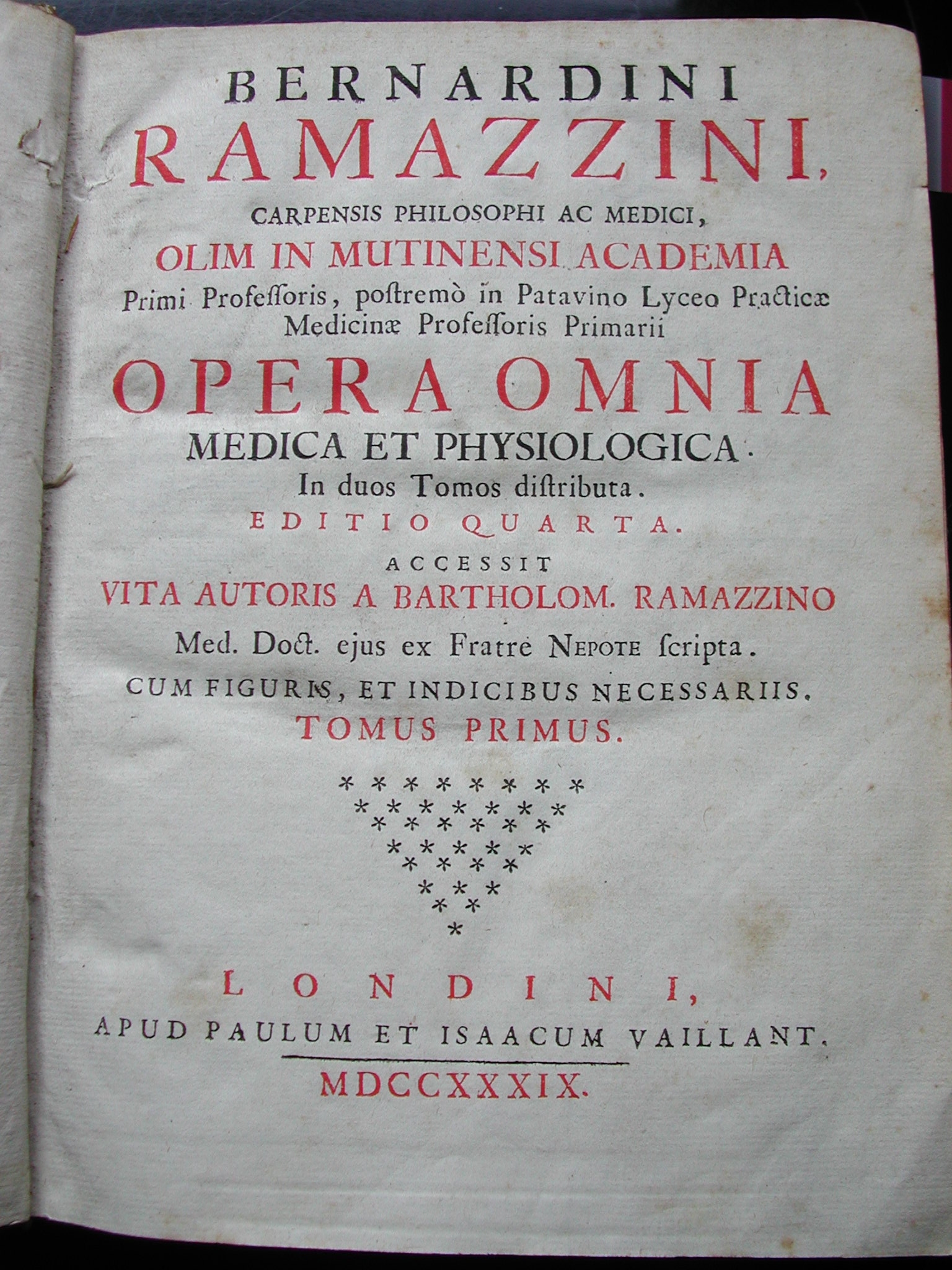
Titelsida från en volym från 1739 av Opera Omnia av Bernardino Ramazzini

Oeuvre (Œuvre, franska: "verk", "arbete") är en konstnärs eller författares samlade produktion. Det omfattar inte bara de verk som är förtecknade i en katalog (verkförteckning) utan även skisser och studier som gjorts inför framställandet av ett färdigt verk.

## Terminologi
Kompletta verk kan tituleras med ett enda ord, "Verk". "Samlade verk" behandlas ofta som en synonym. En skillnad började ses tydligt under andra hälften av 1700-talet.
Den latinska motsvarigheten Opera Omnia används fortfarande på engelska, till exempel för att referera till verk av Galen eller Leonhard Euler. Tyskt bruk skiljer på Gesamtwerk som en komplett korpus, Gesamtausgabe för en publicerad upplaga av verken och Gesammelte Werke, som kan vara selektiva på något sätt. En kontrasterande term är "utvalda verk", som är en samling verk som valts ut enligt något kriterium, t.ex. genom framträdande karaktär eller som ett representativt urval.